# Ans (Belgia)
Ans (wa. Anse) – miasto w Belgii, w Regionie Walońskim, w prowincji Liège, w okręgu Liège. 1 stycznia 2024 roku liczyło 28 898 mieszkańców. Pod względem powierzchni jest najmniejszym miastem Walonii.

## Podział administracyjny
W skład miasta wchodzą trzy dzielnice (section):
- Alleur
- Loncin
- Xhendremael

## Współpraca
Miejscowość partnerska:
- Himamaylan, Filipiny